# 凌雲 (天啟舉人)
凌雲（17世紀—17世紀），字澹癯，廣東韶州府仁化縣人，明朝政治人物。

## 生平
凌雲自拔貢出身，天啟七年（1627年）中舉人，崇禎十三年（1640年）會試中副榜，授河南推官，為人廉潔，人們都不敢找他私謁，政績記載在洛城祠碑刻；北京失陷，他逃逸到蔚州、固始等地十多年，順治九年（1652年）才回歸仁化，住所只有一傘之地，粗衣淡食卻恬淡，自署家門為「傘居」，杜門讀書老而不倦，學者都對他行弟子禮，他卻恭謹的說：「窮視其所不為貧，視其所不取於吾。」也不曾主動前往衙門，著有《集陶集》、《杜樂此吟》。

## 引用
1. 1 2  光緒《仁化縣志·卷六·列傳第十一》：凌雲，字澹癯，邑城人，拔貢。天啟丁卯科舉人，崇正庚辰會試副榜，授河南推官，蒞任十有九月，冰霜自勵，人不敢干以私，其政績載洛城祠碣中；鼎革時遯跡於蔚州固始者十餘年，順治壬辰還里，服粗茹糲澹如也，所存屋僅一傘地，自署傘居，杜門讀書，老而不倦，學者北面備弟子禮，唯謹僉曰：「窮視其所不為貧，視其所不取於吾。」師信之當道未嘗通一刺，巡道周公曰燦、司理洪公琮皆敬禮表其廬，著有《集陶集》、《杜樂此吟》若干卷。